# Eppendorfer Baum
Eppendorfer Baum – stacja metra hamburskiego na linii U3. Stacja została otwarta 25 maja 1912. Znajduje się w dzielnicy Harvestehude.

## Położenie
Stacja Eppendorfer Baum jest stacją położoną na nasypie kolejowym. Znajduje się obok Eppendorfer Baum, nad kanałem.